# Елрой (Вісконсин)
Елрой (англ. Elroy) — місто (англ. city) в США, в окрузі Джуно штату Вісконсин. Населення — 1356 осіб (2020).

## Географія
Елрой розташований за координатами 43°44′29″ пн. ш. 90°16′13″ зх. д. / 43.74139° пн. ш. 90.27028° зх. д. (43.741417, -90.270393).  За даними Бюро перепису населення США в 2010 році місто мало площу 5,12 км², уся площа — суходіл.

## Демографія
Згідно з переписом 2010 року, у місті мешкали 1442 особи в 590 домогосподарствах у складі 348 родин. Густота населення становила 282 особи/км².  Було 680 помешкань (133/км²).
Расовий склад населення:
| - 96,8 % — білих - 0,8 % — корінних американців - 0,3 % — чорних або афроамериканців - 0,2 % — азіатів |

До двох чи більше рас належало 1,6 %. Частка іспаномовних становила 2,2 % від усіх жителів.
За віковим діапазоном населення розподілялося таким чином: 22,5 % — особи молодші 18 років, 58,1 % — особи у віці 18—64 років, 19,4 % — особи у віці 65 років та старші. Медіана віку мешканця становила 41,6 року. На 100 осіб жіночої статі у місті припадало 93,0 чоловіків;  на 100 жінок у віці від 18 років та старших — 89,0 чоловіків також старших 18 років.
Середній дохід на одне домашнє господарство  становив 44 594 долари США (медіана — 37 708), а середній дохід на одну сім'ю — 55 441 долар (медіана — 51 071). Медіана доходів становила 38 661 долар для чоловіків та 29 423 долари для жінок. За межею бідності перебувало 18,9 % осіб, у тому числі 29,5 % дітей у віці до 18 років та 14,7 % осіб у віці 65 років та старших.
Цивільне працевлаштоване населення становило 587 осіб. Основні галузі зайнятості: виробництво — 20,8 %, роздрібна торгівля — 16,7 %, освіта, охорона здоров'я та соціальна допомога — 16,2 %.